# Държавен архив – Смолян
Държавен архив – Смолян е отдел в дирекция „Регионален държавен архив“ – Пловдив.

## Дейност
В него се осъществява подбор, комплектуване, регистриране, обработване, съхраняване и предоставяне за използване на определените за постоянно запазване документи на областната администрация, на общините на територията на Смолянска област, на териториалните структури на държавните органи и на други държавни и общински институции, организации и значими личности от местно значение, както и научно-методическото ръководство и контрол на организацията на работата с документите в деловодствата и учрежденските архиви, тяхното опазване и използване.
Към архива функционират читалня, библиотека, ателие за реставрация, изложбена зала. В научно-справочната библиотека са заведени 11 177 тома специализирана литература по история, архивистика и други области на науката, речници, енциклопедии, справочници, пътеводители, каталози, документални сборници, периодични издания.

## История
Архивът е създаден през 1963 г. в резултат на административно-териториалната реформа от 1959 г. От 1961 г. е на административно подчинение на Окръжен народен съвет – Смолян, а от 1988 г. е в структурата на Община Смолян. През 1992 г. преминава на пряко административно подчинение на Главно управление на архивите при Министерски съвет. От 1978 г. получава статут на дирекция, а през 2010 г. е преструктуриран в отдел. От май 1988 г. архивът се помещава в нова реконструирана сграда с добре обзаведени работни помещения, оборудвани архивохранилища, фотолаборатория (до 1998 г.), читалня, ателие за реставрация, изложбена зала.

## Фонд
Първите постъпления на архивни фондове (54 фонда и 14 частични постъпления) са предадени от държавните архиви в Пловдив и Хасково, комплектувани преди промяната на административно-териториалното деление на страната през 1959 г. и създаването на архива в Смолян. През 1993 г. е приет фондовият масив на Окръжния комитет на Българска комунистическа партия, възлизащ на 678 фонда с 12973 архивни единици и 171,43 линейни метра, 427 спомена, 499 частични постъпления, 3525 снимки и 558 албума.
Общата фондова наличност на архива към 1 януари 2017 г. възлиза на 1725,11 линейни метра с 2706 архивни фонда (2428 учрежденски и 278 лични) и общ брой 185 666 архивни единици, 1376 частични постъпления и 926 спомена. Застрахователният фонд се състои от 649 611 кадъра с негативи на микрофилмирани документи и 648 731 кадъра позитив.

## Ръководители
През годините ръководители на архива са:
- Андрей Печилков (1963 – 1966;1980 – 1997)
- Бранко Давидов (1966 – 1975)
- Мария Богданова (1975 – 1980)
- Димитър Севов (1997 – 2009)
- Зоя Начева (2009 – 2019)

## Отличия и награди
Архивът е награден с орден „Кирил и Методий“ ІІ степен.